# Ерзуново (Ленинградская область)
Ерзуно́во — деревня в Шапкинском сельском поселении Тосненского района Ленинградской области.

## История
На карте Ингерманландии А. И. Бергенгейма, составленной по шведским материалам 1676 года, обозначена деревня Jorsina.
На шведской «Генеральной карте провинции Ингерманландии» 1704 года, составленной по материалам 1678 года, — Jerskova.
Деревня Йоскова нанесена на «Географическом чертеже Ижорской земли» Адриана Шонбека 1705 года.
Как деревня Ерзуново она упомянута на карте Ингерманландии А. Ростовцева 1727 года.
На карте Санкт-Петербургской губернии Ф. Ф. Шуберта 1834 года она обозначена как деревня Ерзинова.

ЕРЗУНОВА — деревня принадлежит наследникам генерала от инфантерии Александра Балашева, число жителей по ревизии: 20 м. п., 20 ж. п. (1838 год)

На карте профессора С. С. Куторги 1852 года также отмечена деревня Ерзунова.

ЕРЗУНОВА — деревня господина Балашева, по почтовому тракту и просёлочной дороге, число дворов — 7, число душ — 24 м. п. (1856 год)

Число жителей деревни по X-ой ревизии 1857 года: 21 м. п., 33 ж. п..

ЕРЗУНОВО — деревня владельческая при реке Мге, число дворов — 13, число жителей: 21 м. п., 34 ж. п. (1862 год)

Согласно подворной переписи 1882 года в деревне проживали 12 семей, число жителей: 34 м. п., 42 ж. п.; разряд крестьян — собственники земли.
В конце XIX — начале XX века деревня административно относилась к Шапкинской волости 1-го стана Шлиссельбургского уезда Санкт-Петербургской губернии.
Согласно военно-топографической карте Петроградской и Новгородской губерний издания 1917 года деревня называлась Ерзунова.
С 1917 по 1921 год деревня Ерзуново входила в состав Ерзуновского сельсовета Шапкинской волости Шлиссельбургского уезда.
С 1922 года в составе Шапкинского сельсовета.
С 1923 года в составе Берёзовского сельсовета Лезьенской волости Ленинградского уезда.
С 1924 года вновь в составе Шапкинского сельсовета.
Согласно данным переписи населения СССР 1926 года в деревне Ерзуново проживал 131 человек — все русские.
С мая 1927 года в составе Ульяновской волости. С августа 1927 года в составе Колпинского района.
В 1928 году население деревни Ерзуново также составлял 131 человек.
С 1930 года в составе Тосненского района.

План деревни Ерзуново. 1931 год

Согласно топографической карте 1931 года деревня насчитывала 29 крестьянских дворов.
По данным 1933 года деревня Ергуново входила в состав Шапкинского сельсовета Тосненского района.
Деревня была освобождена от немецко-фашистских оккупантов 22 января 1944 года.
В 1958 году население деревни Ерзуново составляло 47 человек.
По данным 1966, 1973 и 1990 годов деревня Ерзуново также входила в состав Шапкинского сельсовета.
В 1997 году в деревне Ерзуново Шапкинской волости проживали 4 человека, в 2002 году — 9 человек (все русские).
В 2007 году в деревне Ерзуново Шапкинского СП — 6 человек.

## География
Деревня расположена в северо-восточной части района на автодороге 41К-837 (подъезд к дер. Ерзуново), к северу от центра поселения  посёлка Шапки.
Расстояние до административного центра поселения — 6 км.
Расстояние до ближайшей железнодорожной станции Шапки — 5 км.
Деревня находится на левом берегу реки Мга.

## Демография
| 1862 | 2007 | 2010 | 2017 |
| ---- | ---- | ---- | ---- |
| 55   | ↘6   | ↘2   | ↗7   |

## Улицы
Мгинский переулок, Рябиновая.